# Visuele roman

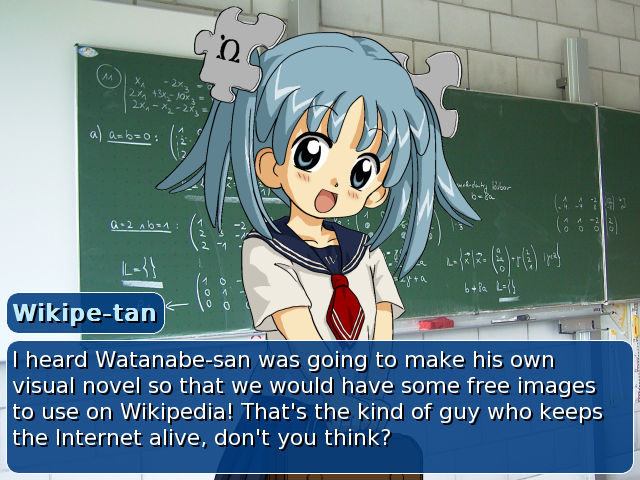
Visuele romans hebben vaak een tekstvenster en een afbeelding van de persoon die op dat moment aan het praten is.

Een visuele roman (ook wel visual novel in het Engels of bijuaru noberu (ビジュアルノベル) in het Japans) is een Japans computerspelgenre dat bestaat uit visuele beelden, stemmen en muziek, gecombineerd met een uitgebreide verhaallijn. Naast tekst zijn ook stripachtige personages in mangastijl zichtbaar en achtergrondafbeeldingen waar het verhaal zich afspeelt. Daarbij is er in de meeste spellen interactie mogelijk, waarin de speler zelf keuzes kan maken voor een andere afloop van het verhaal.

## Beschrijving
Visuele romans worden bijna altijd ontwikkeld in Japan, waar bijna 70% van alle uitgegeven pc-spellen uit visuele romans bestaan. Ze worden zelden gemaakt voor spelconsoles, maar populairdere spellen zijn overgezet naar consoles als de Sega Dreamcast, PlayStation 3, PlayStation 4 en de Nintendo Switch.
Tot voor kort was de markt voor visuele romans buiten Japan en Zuid-Korea zeer klein. Ongeveer vanaf de jaren 2010 is de interesse vanuit westerse landen, met name West-Europa, in deze spelcategorie sterk toegenomen.

### Stijl

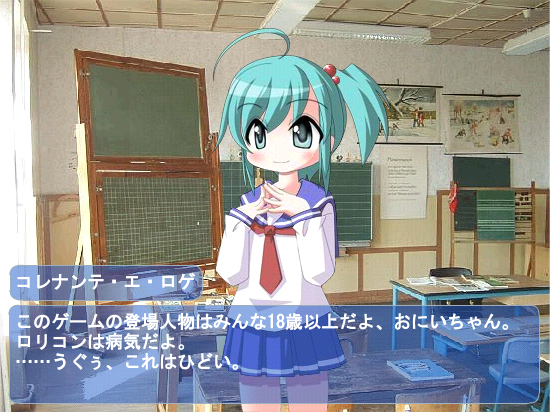
Een typische visuele roman in het Japans

De visuele roman heeft na verloop van tijd een wat afwijkendere stijl ontwikkeld vergeleken met die van het geschreven boek. Over het algemeen worden visuele romans vaker verteld vanuit een eerstepersoonsperspectief en worden gebeurtenissen vaak alleen beschreven vanuit het oogpunt van één personage. Vaak wordt ook het verhaal verdeeld in dagen in plaats van hoofdstukken. Er zijn echter ook uitzonderingen op deze conventies, zoals het spel Steins;Gate.
Meestal bestaan de graphics van een visuele roman uit een achtergrond (elke locatie heeft in de meeste gevallen een eigen, unieke achtergrond), met de verschijningen van de aanwezige personages op de voorgrond. Doordat een visuele roman meestal in een eerstepersoonsperspectief wordt verteld, is de hoofdpersoon zelf niet te zien. Op bepaalde momenten in het verhaal worden event CG's getoond; dit zijn gedetailleerdere afbeeldingen die speciaal voor die scène zijn getekend en niet uit losse elementen zijn opgebouwd. Vaak worden deze gezien uit een andere camerahoek dan tijdens de rest van het verhaal, en soms is ook de hoofdpersoon in zo'n CG te zien. Meestal kunnen deze event CG's via een speciaal menu bekeken worden wanneer men maar wil; dit motiveert de speler om het verhaal nog eens te spelen en andere keuzes te maken, waardoor andere CG's vrijgespeeld kunnen worden.

### Inhoud en genre
De meeste visuele romans hebben romantische thema's, maar er bestaan ook spellen met sciencefiction, fantasy en horror-elementen.
Veel visuele romans voor de pc hebben zogenoemde eroge/hentai-scènes, zelfs wanneer de rest van de VR niet erotisch van aard is. De grote meerderheid van de spelconsoles hebben echter wegens de doelgroep geen 18+-materiaal, en bij de markt voor visuele romans op de pc neemt het aantal romans zonder 18+-inhoud eveneens toe, met name door de introductie van romans op online platforms als Steam. Vaak worden VR's met van oorsprong erotisch materiaal erin voor deze platforms bewerkt, waardoor dit materiaal niet meer te zien is. Zo zijn alle titels van uitgever Key beschikbaar in versies voor alle leeftijden.

## Gameplay

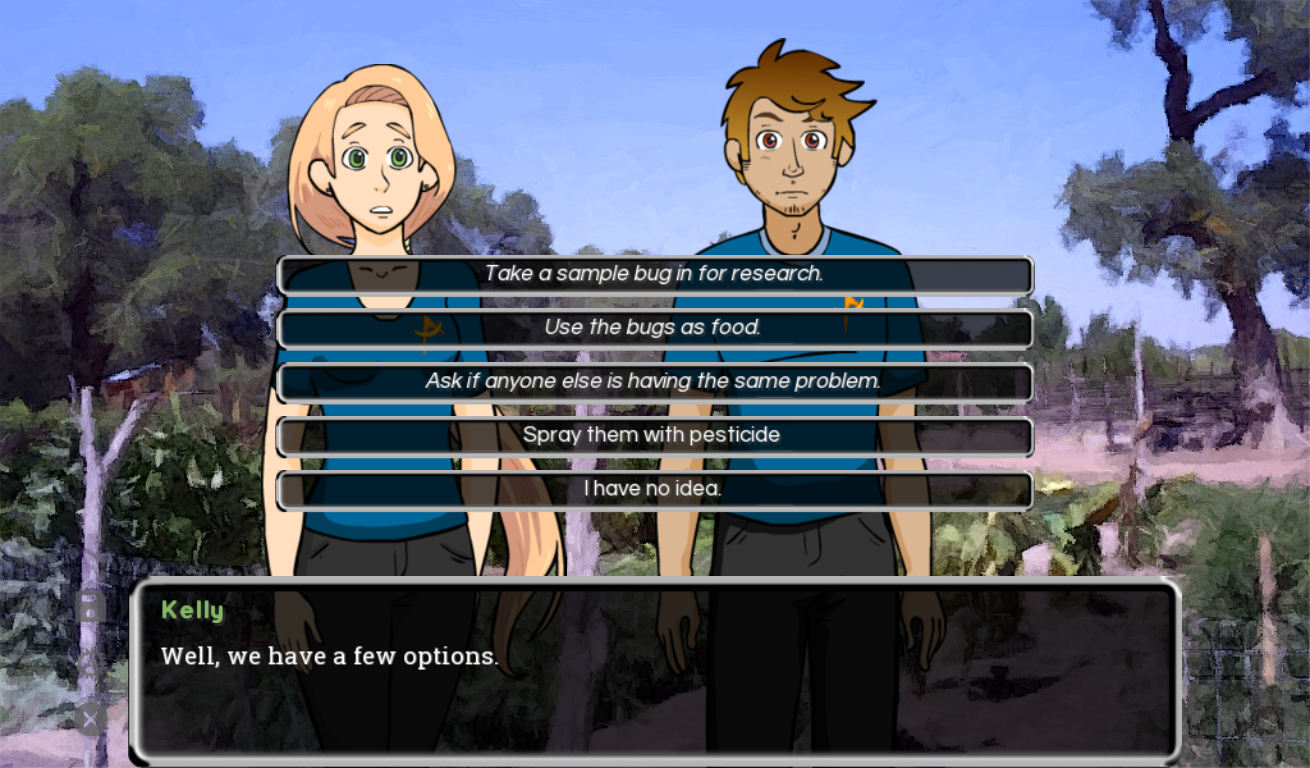
Een keuzemenu waarin de speler kan kiezen, om zo het spel in een andere richting te sturen

Visuele romans (VR's) onderscheiden zich van andere games door hun zeer minimale gameplay. Over het algemeen hoeft de speler alleen maar te klikken om het verhaal te laten vorderen, hoewel modernere visuele romans vaak ook een functie hebben die het klikken overbodig maakt.
De meeste visuele romans, met name degenen die vertaald worden, hebben meerdere vertakkende verhaallijnen. Welk van deze routes gevolgd wordt en welk al dan niet uniek einde daarmee wordt bereikt hangt af van keuzes die de speler op bepaalde momenten tijdens het spel maakt. Deze manier van gamen wordt vaak vergeleken met zogenoemde Choose Your Own Adventure-boeken. Een VR legt echter veel meer nadruk op een bepaalde verhaallijn. In tegenstelling tot een choose your own adventure game, waar de speler het verhaal vormgeeft gebaseerd op zijn acties, is de speler in een visuele roman onderdeel van een vastgelegd verhaal, waarbij slechts op enkele momenten de mogelijkheid wordt geboden een andere pad in het verhaal te nemen.
Hoewel de verhalen en verhaalvertelling van mainstream games soms worden bekritiseerd, worden VR's ook vaak als bewijs voor het tegendeel genoemd, gezien het verhaal door voorstanders geroemd wordt als een sterk punt van het genre. Menig VR, waaronder de klassiekers Clannad en Steins;Gate, worden door fans als literaire schrijfsels gezien.
Sommige visuele romans zijn niet alleen interactieve fictie, maar hebben meerdere gameplay-elementen. Een voorbeeld is Symphonic Rain, waarin de speler een bepaald soort muziekinstrument moet bespelen, en pas verder kan als een goede score behaald wordt. Meestal is zo'n element gekoppeld aan een plotelement in het spel. Sommige kortere VR's hebben geen keuzepunten. De meeste voorbeelden hiervan zijn doujinshi (door fans gemaakte romans). Deze romans zijn redelijk populair; er is een aantal gratis game engines met als doel individuen de kans te geven op een redelijk eenvoudige manier visuele romans te creëren. Enige (inmiddels gedateerde) voorbeelden hiervan zijn NScripter, KiriKiri en Ren'Py.
Moderne visuele romans hebben ook door stemacteurs ingesproken stemmen, die afgespeeld worden als de personages in het spel aan het woord zijn. Meestal heeft de hoofdpersoon geen stem, zelfs als alle andere personages wel stemmen hebben. Dit komt doordat zo'n beetje alle visuele romans vanuit de ik-vorm verteld worden. De stem van de hoofdpersoon is dus in wezen jouw eigen stem.

## Vertalingen
Veruit de meeste visuele romans zijn geschreven in het Japans. Slechts enkele titels zijn officieel vertaald. De meeste hiervan zijn erotische romans, met titels als Hirameki International's en Capcom's Ace Attorney-serie als uitzondering. Met name de Ace Attorney-serie is succesvol geweest buiten Japan. Naast de commerciële vertalingen, worden er ook veel vertalingen gemaakt door fans. Zowel gratis doujinromans, zoals Narcissu en True Remembrance, als commerciële visuele romans, zoals Fate/stay Night en Umineko no Naku koro ni, zijn door fans naar onder meer het Engels vertaald.
Vanaf de jaren 2010 komt het ook voor dat door het succes van fanvertalingen deze een officiële dub krijgen. Twee bekende voorbeelden hiervan zijn Clannad en Steins;Gate.

## Voorbeelden

### Best verkochte spellen/series
| Titel                           | Jaar | Ontwikkelaar           | Verkochte aantallen |
| ------------------------------- | ---- | ---------------------- | ------------------- |
| Ace Attorney                    | 2001 | Capcom / Shu Takumi    | 13.000.000          |
| Nekopara                        | 2014 | Neko Works             | 6.500.000           |
| Danganronpa                     | 2010 | Spike Chunsoft         | 5.000.000           |
| Sakura Wars                     | 1996 | Sega AM1 / Red         | 4.718.100           |
| Tokimeki Memorial               | 1994 | Konami / Koji Igarashi | 3.714.700           |
| Fate/stay night                 | 2004 | Type-Moon              | 2.096.100           |
| Steins;Gate                     | 2009 | 5pb / Nitroplus        | 1.244.500           |
| The Portopia Serial Murder Case | 1983 | Yuji Hori / Chunsoft   | 700.000             |
| Digimon Survive                 | 2022 | Hyde                   | 500.000             |
| Doki Doki Literature Club!      | 2021 | Team Salvato           | 500.000             |
| Clannad                         | 2004 | Key                    | 468.200             |
| Policenauts                     | 1994 | Konami / Hideo Kojima  | 341.400             |
| Kanon                           | 1999 | Key                    | 317.500             |
| Air                             | 2000 | Key                    | 308.300             |

### Vaak gebruikte engines
- Buriko General Interpreter
- KiriKiri
- Tyrano Builder
- NScripter
- Ren'Py
- VNDS

### Bekende ontwikkelaars en uitgevers van spellen
- aNCHOR
- Frontwing
- JAST USA
- MangaGamer
- NekoNyan
- Sekai Project
- Spike Chunsoft
- Visual Arts/Key
- Nitroplus

## Varia
Visuele romans worden soms dating sims genoemd, vanwege de grote overeenkomst qua gameplay, maar visuele romans verwijzen niet altijd naar dating. Hetzelfde geldt voor adventure games (AVG of ADV), die vaak verwijzen naar een eigen spelgenre.